# Tapio Luusua
Tapio Petteri Luusua (Pelkosenniemi, 4 de agosto de 1981) es un deportista finlandés que compitió en esquí acrobático, especialista en las pruebas de baches.
Ganó dos medallas en el Campeonato Mundial de Esquí Acrobático de 2009, plata en la prueba de baches y bronce en los baches en paralelo.
Participó en dos Juegos Olímpicos de Invierno, ocupando el quinto lugar en Salt Lake City 2002 y el 21.º en Vancouver 2010.

## Medallero internacional
| Campeonato Mundial | Campeonato Mundial | Campeonato Mundial | Campeonato Mundial |
| Año                | Lugar              | Medalla            | Competición        |
| ------------------ | ------------------ | ------------------ | ------------------ |
| 2009               | Inawashiro (Japón) | Medalla de plata   | Baches             |
| 2009               | Inawashiro (Japón) | Medalla de bronce  | Baches en paralelo |